# John Anthony Donovan
John Anthony Donovan (* 5. August 1911 in Chatham, Ontario; † 18. September 1991 in Sylvania, Ohio) war ein kanadisch-US-amerikanischer Geistlicher und römisch-katholischer Bischof von Toledo.

## Leben
John Anthony Donovan wanderte in die Vereinigten Staaten aus. Er studierte Philosophie und Katholische Theologie am Sacred Heart Seminary in Detroit und an der Päpstlichen Universität Gregoriana in Rom. Er war Alumne des Päpstlichen Nordamerika-Kollegs. Am 8. Dezember 1935 empfing Donovan das Sakrament der Priesterweihe. Anschließend war er als Diözesankanzler und als Generalvikar des Erzbistums Detroit tätig.
Am 6. September 1954 ernannte ihn Papst Pius XII. zum Titularbischof von Rhasus und zum Weihbischof in Detroit. Der Erzbischof von Detroit, Edward Aloysius Kardinal Mooney, spendete ihm am 26. Oktober desselben Jahres die Bischofsweihe; Mitkonsekratoren waren der Bischof von Grand Rapids, Allen James Babcock, und der Weihbischof in Detroit, Alexander Mieceslaus Zaleski. Sein Wahlspruch In fide et lenitate („In Treue und Bescheidenheit“) stammt aus Sir 45,4 . Als Weihbischof war John Anthony Donovan ab 1958 Pfarrer der Pfarrei St. Veronica in East Detroit. Er nahm an allen vier Sitzungsperioden des Zweiten Vatikanischen Konzils teil.
Papst Paul VI. ernannte ihn am 25. Februar 1967 zum Bischof von Toledo. Die Amtseinführung erfolgte am 18. April desselben Jahres. Am 29. Juli 1980 nahm Papst Johannes Paul II. das von Donovan vorgebrachte Rücktrittsgesuch an.
Sein Grab befindet sich auf dem Calvary Cemetery in Toledo.